# Allotoca diazi
Allotoca diazi е вид лъчеперка от семейство Goodeidae. Видът е критично застрашен от изчезване.

## Разпространение
Разпространен е в Мексико (Мичоакан).

## Описание
На дължина достигат до 10 cm.
Популацията на вида е намаляваща.